# 莱村 (大西洋比利牛斯省)
莱村（法語：Lée，法語發音：[le]）是法国大西洋比利牛斯省的一个市镇，属于波城区。

## 地理
莱村（43°17'15"N, 0°17'31"W）面积2.94 平方千米，位于法国新阿基坦大区大西洋比利牛斯省，该省份为法国东南部省份，涵盖了贝阿恩与北巴斯克，西临大西洋比斯開灣，北至朗德省，东北接热尔省，东临上比利牛斯省，南与西班牙接壤。
与莱村接壤的市镇（或旧市镇、城区）包括：阿萨特、伊德龙、梅永、乌斯、桑代茨。

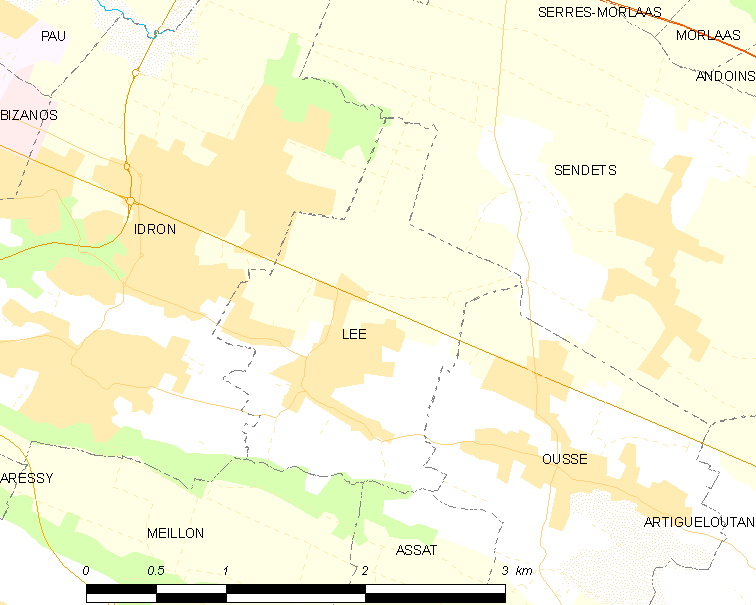
的OSM定位图

莱村的时区为UTC+01:00、UTC+02:00（夏令时）。

## 行政
莱村的邮政编码为64320，INSEE市镇编码为64329。

## 政治
莱村所属的省级选区为莫尔拉斯与蒙塔内雷斯地区县。

## 人口

1962-2008年间人口变化图示

莱村于2022年1月1日时的人口数量为1266人。